# Sankt Michael in Obersteiermark
Sankt Michael in Obersteiermark è un comune austriaco di 2 988 abitanti nel distretto di Leoben, in Stiria; ha lo status di comune mercato (Marktgemeinde).